# Paralelnost
Paralelnost ili usporednost u geometriji predstavlja odnos između dva geometrijska objekta.  Primjeri definiranja paralelnosti u euklidskoj geometriji su:
- Dva pravca su paralelna ako se nalaze u jednoj ravnini i ne sijeku se.
- Pravac je paralelan s ravninom, ako s njom nema presječnih točaka.
- Dvije različite ravnine su paralelne ako se ne sijeku.

U trodimenzionom prostoru treba razlikovati pojam paralelnosti i mimoilaženja. Ako dva pravca ne leže u istoj ravnini i ne sijeku se, onda su oni mimoilazni a ne paralelni. Po sličnom konceptu postoji i pojam mimoilaznih ravnina u euklidskim prostorima većih dimenzija.
U euklidskom prostoru Rn, za dva afina potprostora a1 + V1 i a2 + V2 kaže se da su paralelni ako je jedan od odgovarajućih vektorskih potprostora V1 i V2 potprostor drugog.
U geometrijskom prostoru točaka u kojem je uveden pojam beskonačno dalekih točaka, dva geometrijska objekta su paralelna ako se sijeku u beskonačno dalekoj točki.